# Željko Mavrović
Željko Mavrović (Zagabria, 17 febbraio 1969) è un ex pugile e imprenditore croato.
Soprannominato "Zed", è stato campione EBU dei pesi massimi dal 1995 al 1997. È noto per aver affrontato senza successo Lennox Lewis per il titolo mondiale WBC.

## Carriera professionale
Mavrović fece il suo debutto da professionista il 20 marzo 1993, sconfiggendo il belga Bruno Podgorny via KO tecnico alla terza ripresa.

## Dopo il ritiro
In seguito al suo ritiro ha aperto l'azienda "Eko-centar Mavrović", situata a Sloboština e specializzata nella produzione di cibo biologico ed ecosostenibile.